# Ле-Рой (Міннесота)
Ле-Рой (англ. Le Roy) — місто (англ. city) в США, в окрузі Мовер штату Міннесота. Населення — 957 осіб (2020).

## Географія
Ле-Рой розташований за координатами 43°30′48″ пн. ш. 92°30′28″ зх. д. / 43.51333° пн. ш. 92.50778° зх. д. (43.513255, -92.507641).  За даними Бюро перепису населення США в 2010 році місто мало площу 1,79 км², уся площа — суходіл.

## Демографія
Згідно з переписом 2010 року, у місті мешкало 929 осіб у 428 домогосподарствах у складі 248 родин. Густота населення становила 520 осіб/км².  Було 488 помешкань (273/км²).
Расовий склад населення:
| - 99,2 % — білих - 0,1 % — корінних американців - 0,1 % — азіатів |

До двох чи більше рас належало 0,3 %. Частка іспаномовних становила 0,5 % від усіх жителів.
За віковим діапазоном населення розподілялося таким чином: 23,0 % — особи молодші 18 років, 57,7 % — особи у віці 18—64 років, 19,3 % — особи у віці 65 років та старші. Медіана віку мешканця становила 42,1 року. На 100 осіб жіночої статі у місті припадало 94,8 чоловіків;  на 100 жінок у віці від 18 років та старших — 94,8 чоловіків також старших 18 років.
Середній дохід на одне домашнє господарство  становив 52 757 доларів США (медіана — 51 875), а середній дохід на одну сім'ю — 66 281 долар (медіана — 58 654). Медіана доходів становила 43 750 доларів для чоловіків та 33 250 доларів для жінок. За межею бідності перебувало 16,2 % осіб, у тому числі 29,9 % дітей у віці до 18 років та 3,9 % осіб у віці 65 років та старших.
Цивільне працевлаштоване населення становило 387 осіб. Основні галузі зайнятості: освіта, охорона здоров'я та соціальна допомога — 40,6 %, виробництво — 18,1 %, будівництво — 9,0 %, роздрібна торгівля — 8,8 %.